# サリナ・クルス
座標: 北緯16度10分 西経95度12分 / 北緯16.167度 西経95.200度

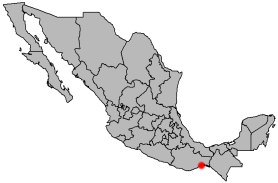
サリナ・クルスの位置

サリナ・クルス (Salina Cruz) は、メキシコ合衆国オアハカ州の都市である。

## 概要
サリナ・クルスはメキシコの太平洋側の主要な港湾都市である。人口は84,438人（2020年）であり、オアハカ州では4番目の規模である。面積は113.55 km2である。
太平洋とメキシコ湾が最も接近するテワンテペク地峡の南側に位置し物流の拠点となっている。パナマ運河の代替ルートのひとつ。

## 歴史

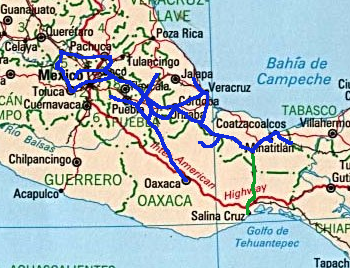
青:鉄道　緑:テワンテペク鉄道

この地域には、元々はインディオの小規模な集落しか存在しなかった。
19世紀の終わり頃にテワンテペク地峡を横断しメキシコ湾側と太平洋側を結ぶ国有のテワンテペク鉄道が建設された。サリナ・クルスはこの鉄道の南側のターミナルとなったことで急成長を遂げた。また、鉄道輸送に対応するためにメキシコ政府によって新しい大規模な港が建設され、1907年に開港した。
現在、鉄道は貨物専用で民間のフェロスールによって運営されている。